# 小澤正邦
小澤 正邦（おざわ まさくに、1957年 - ）は日本の工学者、名古屋大学未来材料・システム研究所教授。工学博士（名古屋大学）。専門は自動車触媒およびナノ材料の物性の理解と物理的手法による解析を触媒性能向上へ結びつける、環境触媒の材料工学分野。また、歌人としても活動する。

## 経歴・人物
1979年名古屋大学工学部卒業。同大学院修了後、豊田中央研究所研究員を経て、1993年に名古屋工業大学セラミックス研究施設助教授。2004年、名古屋工業大学大学院物質工学専攻教授。2008年、名古屋工業大学セラミックス基盤工学研究センター長。2013年、名古屋大学大学院工学研究科マテリアル理工学専攻／エコトピア科学研究所教授。2016年、名古屋大学大学院未来材料・システム研究所材料創製部門長。
また、若いときから歌人としても活動し、歌誌「短歌人」に所属。1980年代には荻原裕幸、加藤孝男、大塚寅彦、島田修三など東海圏に住む若手歌人たちとともに「中京短歌会」を組織した。1999年、小池光の歌集を論じた「『も』『かも』の歌の試行 －歌集『草の庭』をめぐって」で第17回現代短歌評論賞を受賞。